# Plastyka lewej komory serca metodą Dora
Plastyka lewej komory serca metodą Dora – metoda leczenia operacyjnego przewlekłej niewydolności serca stosowana u wybranych chorych. Metoda polega na wycięciu blizny w mięśniu sercowym i wszyciu łaty w jej miejsce. Technikę opracował w 1985 roku Vincent Dor.